# Fração molar
Fração molar é uma forma em química de expressar a concentração de um soluto numa solução. Para cada componente {\displaystyle i}, a fração molar {\displaystyle x_{i}} é o número de mols {\displaystyle n_{i}} do soluto dividido pelo número total de mols na solução, a soma do soluto com o solvente: {\displaystyle n_{t}}.
{\displaystyle x_{i}={\frac {n_{i}}{n_{t}}}<1}
Também se pode expressar em porcentagem:
{\displaystyle \%x_{i}={\frac {n_{i}}{n_{t}}}.100}
O somatório de todas as frações molares dos componentes na solução é dado por:
{\displaystyle \sum _{i=1}^{n}x_{i}=x_{1}+x_{2}+...+x_{n}=1\,}.
Por definição, o somatório das frações molares é igual a um, que é uma propriedade normalizadora.
Frações molares são uma das formas de se representar a concentração das inúmeras espécies químicas presentes em uma mistura.